# Inventiones Mathematicae
De Inventiones Mathematicae, vaak slechts aangegeven met Inventiones, is een wiskundig tijdschrift dat maandelijks wordt gepubliceerd door Springer Verlag. Het blad werd opgericht in 1966 en wordt zeer gerespecteerd voor de hoge kwaliteit van de artikelen. Het blad geldt als een van de meest prestigieuze wiskundige tijdschriften in de wereld onder andere vanwege de intensieve collegiale toetsing.

## Redactieraad

### Hoofdredacteuren
- Helmut Hofer (Courant Institute)
- Jean-Benoît Bost (Universiteit van Parijs-Zuid)

### Redacteuren
- Werner Ballman (Universiteit van Bonn)
- Edward Frenkel (Universiteit van Californië - Berkeley)
- David Jerison (MIT)
- Vadim Kaloshin (Penn State)
- Richard Kenyon (Universiteit van British Columbia)
- Janos Kollár (Princeton University)
- Gérard Laumon (Universiteit van Parijs-Zuid)
- Ngaiming Mok (Universiteit van of Hong Kong)
- Shahar Mozes (Hebrew University)
- Werner Müller (Universiteit van Bonn)